# علی‌محمد قاسمی
علی‌محمد قاسمی (زادهٔ ۷ فروردین ۱۳۴۹ ملایر) کارگردان و مدیر فیلمبرداری است. 

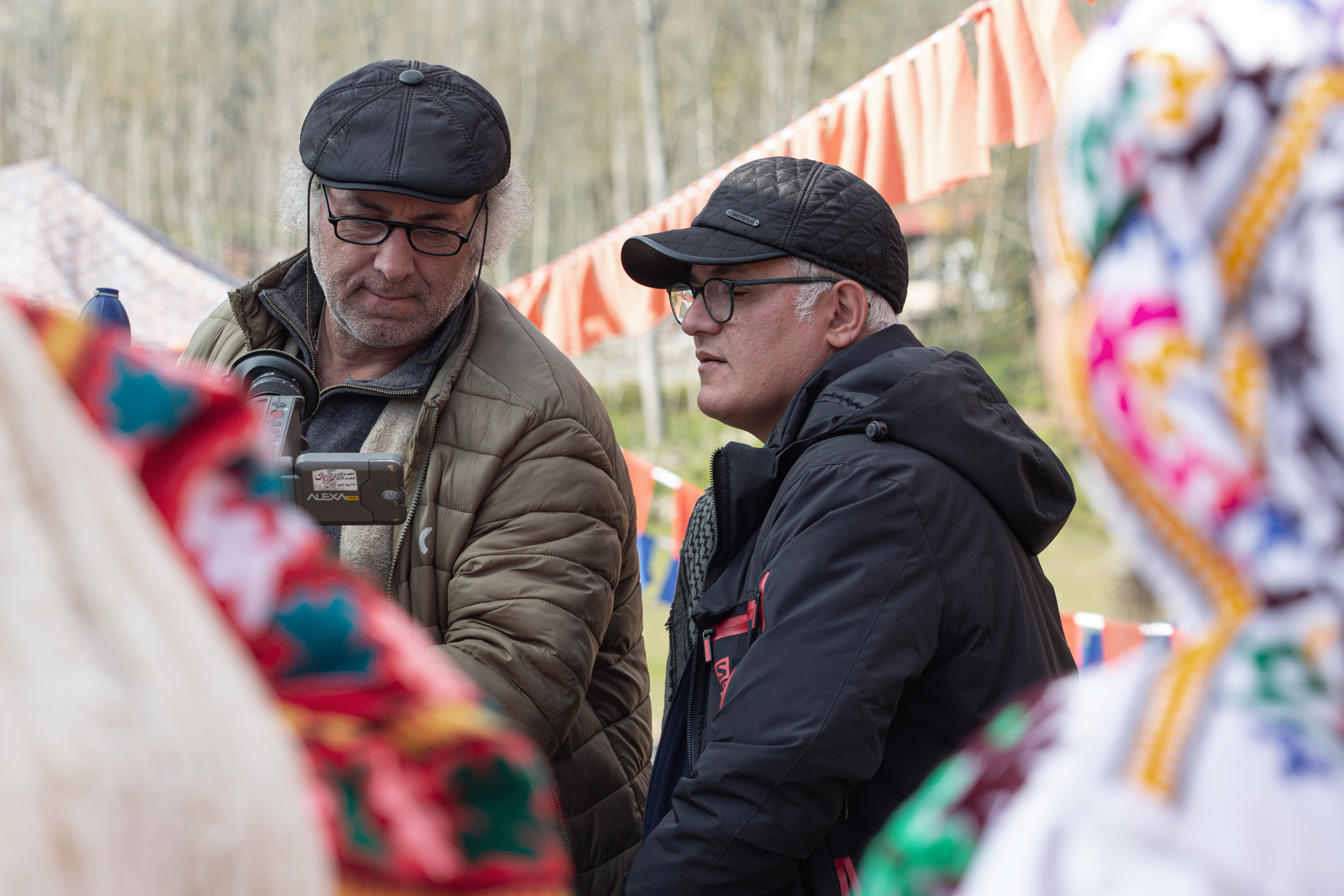
melody movie

## زندگی هنری
علی‌محمد قاسمی فعالیت سینمایی‌اش را از سال ۱۳۶۴ و با ساخت فیلم کوتاه در سینما جوان نجف آباد آغاز کرد.

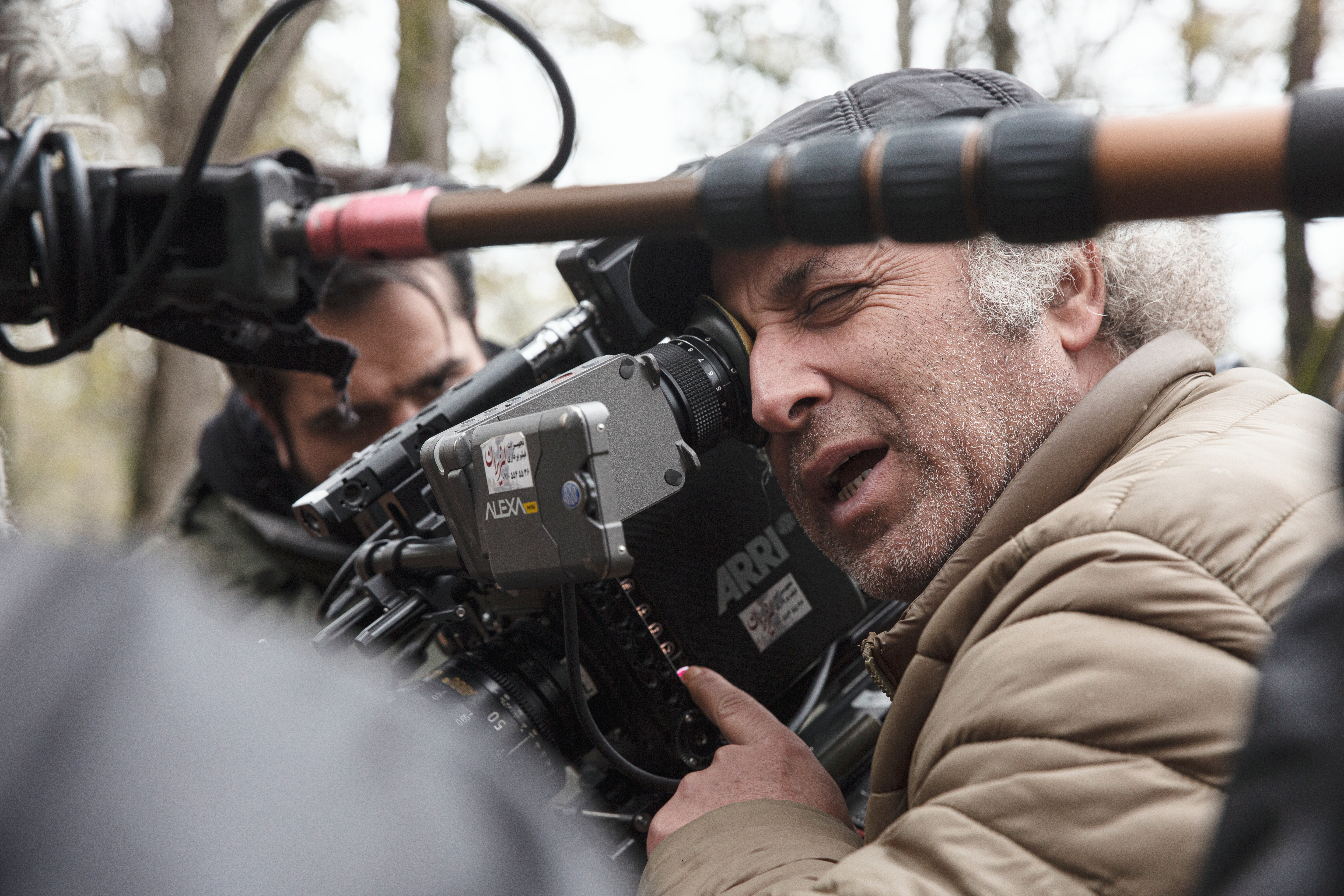
melody movie

## فیلم‌شناسی

### کارگردان

#### فیلم
- درد[۳]
- بیوه سیاه
- سگ‌ها و آدم‌ها
- یادداشت بر زمین
- سگ و دیوانه عاشق
- باد سرخ
- بیگانه و بومی

#### مستند
- بیست و دو میلیون گره[۴]
- پیاده در زمان (کارگردانی مشترک با اعظم نجفیان)
- گزارش شنبه
- لذت آتش
- لذت شکار
- خالق جبار

#### مجموعه تلویزیونی
- خانواده دکتر ماهان
- زندگی از نو

حقیقت در حال ساخت

### مدیر فیلمبرداری
- برنده سیمرغ بلورین بهترین فیلمبرداری برای فیلم شمال از جنوب غربی در چهل و سومین جشنواره فیلم فجر 1403[۵]
- ملودی (۱۴۰۲) فیلم ملودی به تهیه کنندگی و کارگردانی بهروز سبط رسول نماینده در آکادمی اسکار و منتخب جشنواره الف گوا گردید. [۶][۷]
- برنده بهترین مدیر فیلمبرداری برای فیلم ملودی در بیست و سومین جشنواره  اسپانیا 2024[۸]
- هما کی میاد (۱۳۹۴)
- جامه‌دران (۱۳۹۳)
- قول (۱۳۹۳)
- پایان خدمت (۱۳۹۲)
- شهابی از جنس نور (۱۳۹۲)
- همه چیز برای فروش (۱۳۹۲)
- فرزند چهارم (۱۳۹۱)
- خرس (۱۳۹۰)
- باد و مه (۱۳۸۹)
- خیابان‌های آرام (۱۳۸۹)
- هم سنگار (۱۳۸۹)
- باد و مه (۱۳۸۸)
- بن‌بست (۱۳۸۷)
- چراغی در مه (۱۳۸۶)
- آنسوی کرانه (۱۳۸۵)

### تهیه‌کننده
- بی‌آبان (۱۳۹۹)
- يادداشت بر زمين (۱۳۸۴)